# Aleksandrov Kreml

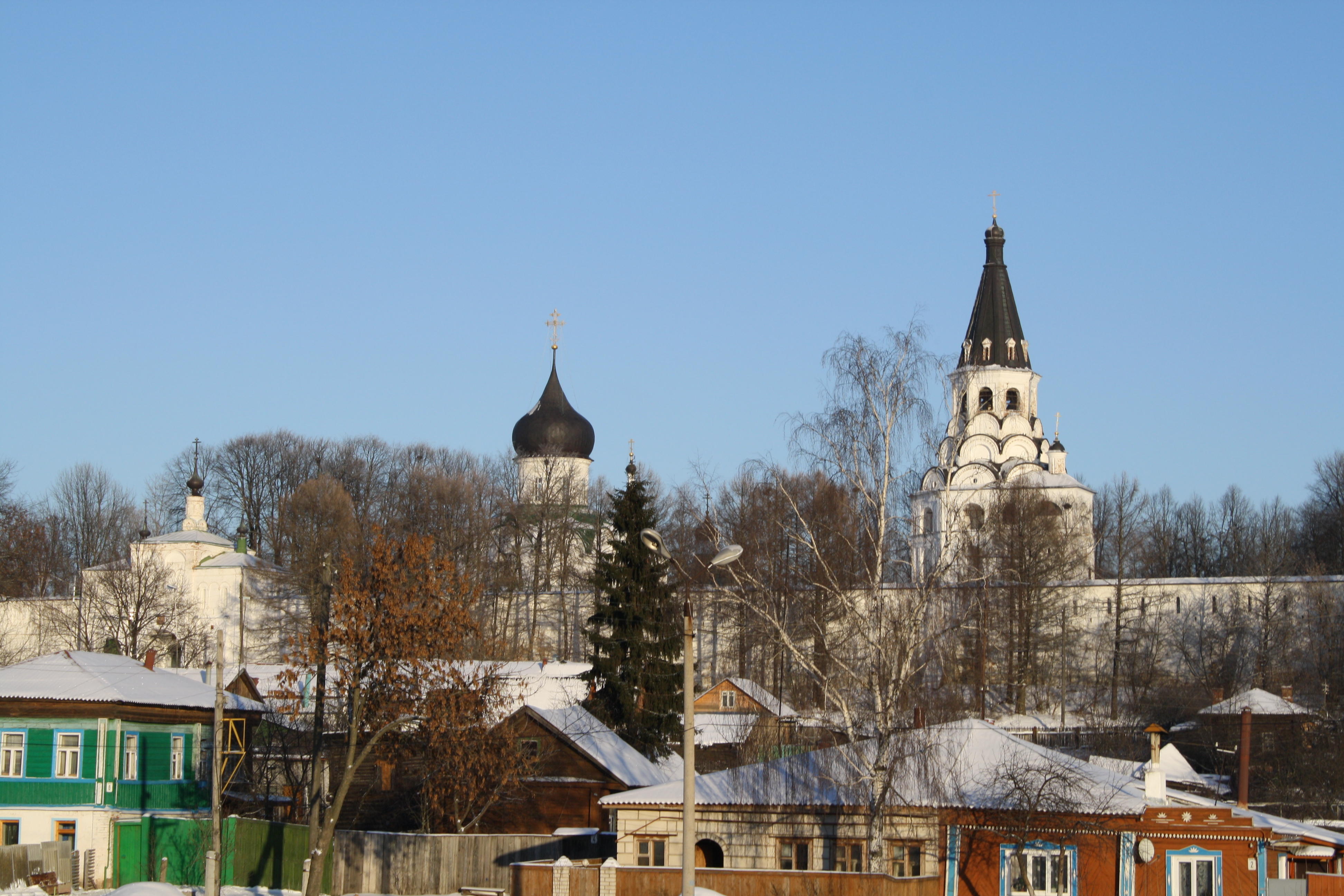
Aleksandrov Kreml, 2009.

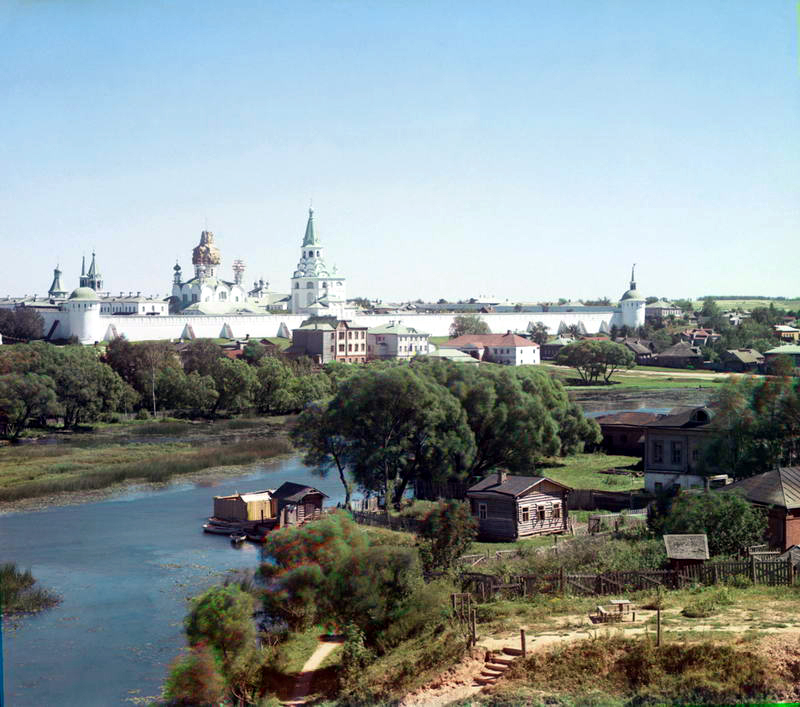
Aleksandrov Kreml fotograferat 1911 av Sergej Prokudin-Gorskij.

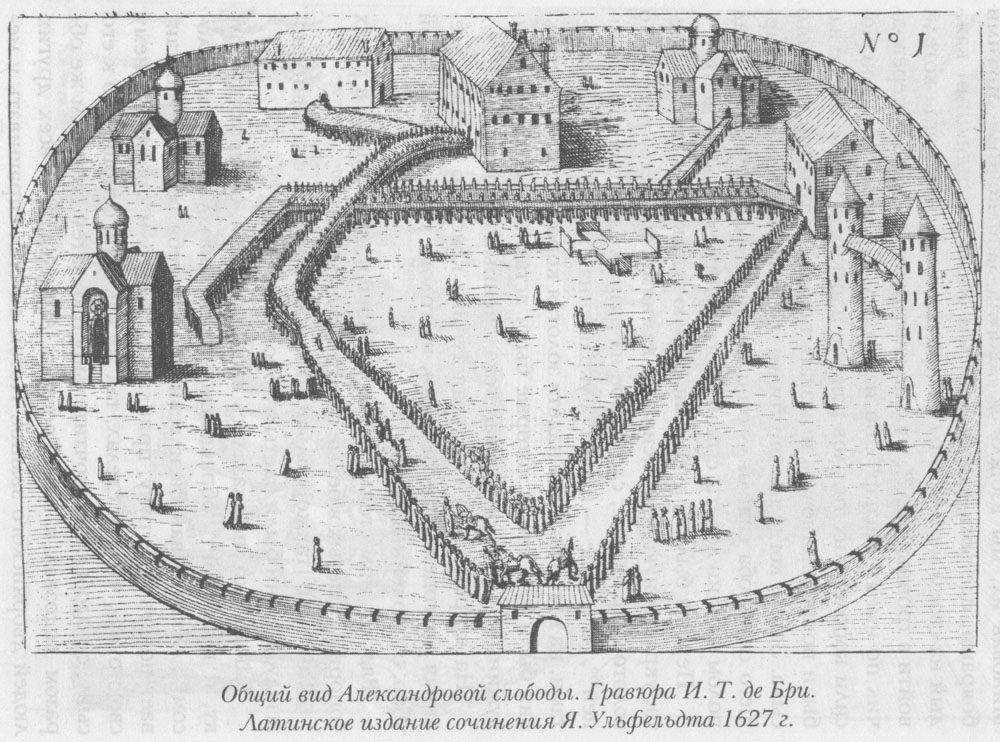
Aleksandrov Kreml under 1500-talet. Skiss av Theodor de Bry (död 1598), publicerad 1627 av Jacob Ulfeldt.

Aleksandrov Kreml (ryska: Царская резиденция в Александровской слободе; Tsarskaja rezidentsija v Aleksandrovskoj slobode) är en kreml i staden Aleksandrov i Vladimir oblast.
Aleksandrov Kreml var mellan 1564 och 1581 residens för Ivan IV, Ivan den förskräcklige, och räknades då som Tsarrysslands huvudstad.